# Loopstoel

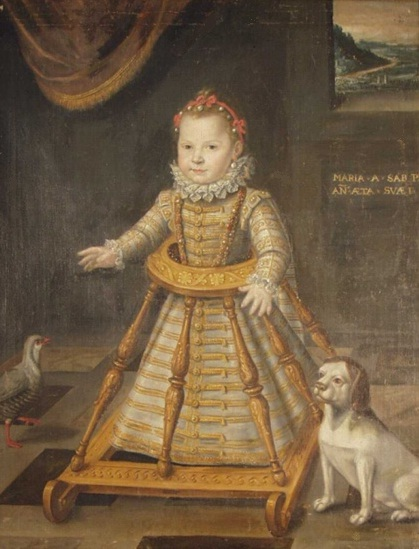
Portret van een kind in een loopstoel omstreeks 1595/1596.

Een loopstoel is een apparaat dat gebruikt kan worden door baby's en peuters (meestal kinderen tussen de 4 en 16 maanden) die (nog) niet kunnen lopen om zichzelf te verplaatsen.

## Geschiedenis en uiterlijk
Loopstoelen bestaan al vanaf de 16e eeuw en vanaf 1851 zijn er al patenten uitgegeven voor loopstoelen. Moderne loopstoelen hebben een basis die is gemaakt van hard plastic met daaronder 4 wielen en een stoffen zitje met daarin twee gaten om de benen doorheen te kunnen steken. Aan de bovenzijde van de loopstoel zit vaak speelgoed om de baby te vermaken.

## Functionaliteit en kritiek
Veel ouders zijn van mening dat een loopstoel een kind aanmoedigt om sneller te leren lopen, maar wetenschappelijke studies hebben aangetoond dat dit niet waar is. Een kind kan zelfs een vertraging oplopen in het zelfstandig kunnen lopen met een periode van twee tot drie weken. Loopstoelen hebben ook geleid tot veel blessures. Dit is ook de reden dat in de Verenigde Staten organisaties zoals CPSC, American Academy of Pediatrics en andere gewaarschuwd hebben voor het gebruik van loopstoelen en ouders ontmoedigen om loopstoelen te gebruiken. Ook in Nederland en in België zijn er organisaties die het gebruik van loopstoelen afraden.

## Canada
In Canada werd op 7 april 2004 de verkoop van loopstoelen verboden, waarmee Canada het eerste land ter wereld is om de verkoop, de invoer en de reclame voor loopstoelen te verbieden. Dit verbod strekt zich uit tot aangepaste en tweedehands loopstoelen en tevens de loopstoelen die worden verkocht op rommelmarkten of online te koop worden aangeboden. Een eigenaar van een loopstoel kan in Canada een boete krijgen van maximaal 100.000 Canadese dollars of veroordeeld worden tot een gevangenisstraf van maximaal zes maanden.